# Luz Marina Hache
Luz Marina Hache Contreras (Bogotá, 1955) es una sindicalista y defensora de los derechos humanos colombiana, portavoz del Movimiento Nacional de Víctimas de Crímenes de Estado (MOVICE) en Colombia.

## Trayectoria
Hache nació en Bogotá en 1955 y es madre de 4 hijos. El 20 de noviembre de 1986, se convirtió en víctima de desaparición forzada de su pareja, Eduardo Loffsner Torres, 'el negro', que se convirtió en 1986 en uno de los más de 120.000 desaparecidos en Colombia.
Durante 45 años fue dirigente sindical en un sindicato del sector bancario y en 1994 se vinculó a la fiscalía general de la nación, donde se convirtió en responsable de derechos humanos. Fue dirigente de ASONAL Judicial durante 24 años. Impulsó la creación en 2005 del Movimiento de Víctimas de Crímenes Estado (MOVICE) y se convirtió en su portavoz representar a más de 200 organizaciones de víctimas de desaparición forzada, ejecuciones extrajudiciales y desplazamiento de Colombia.
Hache sufrió un atentado por paramilitares que afectó a su salud. En el año 2000, consiguió salir de Colombia gracias al Colectivo de abogados José Alvear Restrepo (CAJAR) y Amnistía Internacional, exiliándose en la ciudad francesa de Lyon.

## Reconocimientos
En 2018, fue condecorada con el Premio de Derechos Humanos de la República Francesa “Libertad – Igualdad – Fraternidad” en reconocimiento a su labora en la plataforma MOVICE.